# Ettore Malosso
Ettore Malosso (Vicenza, 1916 – Roma, 2008) è stato un aviatore, scrittore e poeta italiano.

## Biografia

### Formazione
Ancora adolescente, Malosso scorge un giorno in Val di Non il velivolo di Gabriele D'Annunzio, che impegnava un passaggio a bassa quota, e ciò gli è d'ispirazione nel desiderio di volare.
Tra il 1937 e il 1941 si forma come pilota militare. Nel 1937 riesce a superare un bando di concorso Preliminare di Pilotaggio Aereo con altri 9 allievi su 2000 candidati. Il corso gli permette di prendere servizio a Bolzano e congedarsi da sottotenente. Nel 1938 è infine ammesso alla Regia Accademia Aeronautica col corso Turbine, selezionato con successo con 215 allievi su 10.000 candidati.

### La guerra (1940-1943) e il dopoguerra
Nel 1942 viene assegnato al 51º Stormo caccia e partecipa a missioni di combattimento aereo sui cieli di Malta in particolare conducendo caccia Macchi M.C.202 "Folgore", venendo decorato con Medaglia di bronzo al valor militare. Nel 1945 sovraintende la ricostruzione dell'aeroporto di Lonate Pozzolo (oggi parte dell'Aeroporto della Malpensa).
Nel dopoguerra si specializza a Fort Bliss, in Texas. Nel 1957, rientrato in Europa, ha in attivo il comando dell'aeroporto di Venezia, Padova e svolge missioni in Francia, Inghilterra. Tra il 1958 e il 1965 è istruttore di volo a Foggia e insegnante alla Scuola di Guerra Aerea di Firenze, nel 1969 al comando delle basi missilistiche del Nord Est. Svolse infine incarichi presso il comando NATO.

## Pubblicazioni
- Ettore Malosso, Gil e Su : ...tra sogno e realtà, Bastogi Editore, 2008, ISBN 978-88-6273-077-8
- Ettore Malosso, Realtà, forse... Note autobiografiche di vita nel XX secolo, Bastogi Editore, 2008, ISBN 978-88-6273-061-7
- Ettore Malosso, Realtà, forse.../2 Note autobiografiche di vita nel XX secolo, Bastogi Editore, 2008, ISBN 978-88-6273-327-4
- Ettore Malosso, Realtà, forse.../3 Note autobiografiche di vita nel XX secolo, Bastogi Editore, 2008, ISBN 978-88-6273-257-4